# Daniel Heenan
Pour les articles homonymes, voir Heenan.
Pas d'image ? Cliquez ici

a Compétitions nationales et continentales officielles uniquement.

b Matchs officiels uniquement.
Dernière mise à jour le 15 mars 2016.
Daniel Heenan, né le 17 novembre 1981 à Gatton (Australie), est un joueur international australien de rugby à XV jouant aux postes de deuxième ligne ou troisième ligne aile. Il évolue avec les Panasonic Wild Knights en Top League depuis 2007 à 2022.

## Carrière

### En club
À la fin de la saison 2015-2016 de Top League, il est retenu dans l'équipe type de la compétition. De même la saison suivante.

### En équipe nationale
Il a disputé son premier test match avec l'équipe d'Australie le 14 juin 2003 contre l'équipe du Pays de Galles et son dernier le 11 juin 2006 contre l'équipe d'Angleterre.
En 2015, il est sélectionné avec l'équipe du Japon de rugby à sept pour participer aux tournois de Hong Kong et Las Vegas comptant pour les World Rugby Sevens Series. Le but de cette sélection étant de le rendre sélectionnable, comme le permette les nouvelles règles, avec l'équipe du Japon de rugby à XV en vue de la coupe du monde 2015. Il ne sera cependant pas retenu par la suite.

## Statistiques en équipe nationale
- 2 test matchs avec l'équipe d'Australie

## Palmarès
- Membre de l'équipe type du Championnat du Japon en 2016 et 2017